# Distretto di Tong'an
Il distretto di Tong'an (同安区S, Tóng'ān QūP) è un distretto della Cina, situato nella provincia del Fujian.
Tale distretto è sotto la giurisdizione della città sub-provinciale dello Xiamen.
Il distretto guadagna il soprannome di Città d'Argento (銀城 POJ: Gûn-siâⁿ pinyin: Yínchéng) perché la città vecchia assomigliava sulla pianta a un sycee (un tipo di lingotti d'oro e d'argento utilizzato nella Cina imperiale dalla sua fondazione sotto la dinastia Qin fino alla caduta dei Qing nel XX secolo).